# Sofrônio de Jerusalém
Sofrônio (português brasileiro) ou Sofrónio (português europeu) de Jerusalém (em grego: Σωφρόνιος; romaniz.: Sophrónios) foi um santo e o patriarca de Jerusalém entre 634 e a sua morte, em 638 Antes de ser elevado à posição máxima na sé de Jerusalém, ele era um monge e um teólogo proeminente durante a controvérsia monotelita.

## Vida e obras
Sofrônio tinha ascendência árabe e era um professor de retórica. Ele se tornou um asceta no Egito em 580 e depois entrou para o Mosteiro de São Teodósio, nas redondezas de Belém. Ele acompanhou o cronista João Mosco em suas viagens pelos principais centros urbanos da Ásia Menor, Egito e Roma, o que acabou lhe rendendo a homenagem de João, que dedicou a ele o seu tratado sobre a vida religiosa, Leimõn ho Leimõnon (em grego: "O Campo Espiritual"). Eles são celebrados juntos na mesma data. Com a morte de Mosco em Roma (619), Sofrônio acompanhou o traslado de seu corpo até Jerusalém para um enterro monástico. Ele viajou até Alexandria e para Constantinopla (633) para persuadir os respectivos patriarcas a renunciarem ao monotelismo, uma doutrina herética que ensinava que Jesus teria uma única vontade, a divina, excluindo assim a vontade humana na Sua encarnação. As extensas obras de Sofrônio sobre o assunto se perderam todas.

### Monotelismo
Com o objetivo de derrotar os inimigos do Império Bizantino, o imperador Heráclio precisava consolidar o apoio de todos os seus súditos. Seguindo o conselho de Sérgio I, patriarca de Constantinopla, ele decidiu reunir os ortodoxos e os monofisistas com base numa doutrina de que Cristo teria apenas um tipo de "atividade" (ou "vontade") - a divina. A doutrina recebeu o nome de monoenergismo. Em 632, a união entre as duas facções foi realizada, com apenas o clero aceitando-a e o povo claramente jamais aceitando. Sofrônio, que na época era um monge em Belém, foi o primeiro a protestar tanto contra a união quanto contra a nova doutrina. Ele foi até Alexandria para tentar persuadir o recém-apontado patriarca monotelita Ciro (630–643) a renunciar à heresia. Fracassando, ele foi até Sérgio, em Constantinopla, que o convenceu que, para manter a paz entre os cristãos, o melhor seria não levantar a questão.
Quando Sofrônio tornou-se patriarca, em 634, ele escreveu uma confissão de fé, chamada de Sinódico, na qual ele defendeu que Cristo teria dois tipos de energia e duas atividades ("vontades") distintas. Ele a enviou para o papa Honório I e para os patriarcas orientais explicando a crença ortodoxa nas duas naturezas de Cristo, a humana e a divina, como contrárias ao monotelismo, que ele via como uma forma sutil da doutrina já condenada do monofisismo (que defendia a existência de uma única natureza - a divina). Antes disso, ele já havia escrito uma carta a Arcádio de Chipre pedindo apoio. Ele convocou um concílio em Chipre (633–634) para tratar da questão, mas o caso de Sofrônio acabou não sendo defendido pelos bispos ali reunidos. Após este concílio, o papa Honório I (r. 625-638) enviou uma carta a Sérgio, Ciro e Sofrônio insistindo que todos os debates sobre uma ou duas energias em Cristo cessassem, o que os três consentiram, e a decisão papal se tornou então uma lei quando foi pronunciada pelo édito do imperador Heráclio em 635. Além disso, ele compôs um florilégio (uma "antologia") de uns 600 textos dos Padres Gregos em favor do bastião ortodoxo do diotelismo (que defendia que Jesus tinha duas vontades - a humana e a divina). Este documento também se perdeu.
Em seu sermão de Natal de 634, Sofrônio se mostrou mais preocupado em manter o clero alinhado com a visão calcedoniana de Deus, dando apenas os alertas mais tradicionais sobre o avanço muçulmano-sarraceno na Palestina, comentando que eles já controlavam Belém. Em 636, após uma derrota do exército bizantino na Batalha de Jarmuque, o destino da Palestina foi selado. Sofrônio, que via o controle muçulmano da Palestina como "o inevitável castigo aos cristãos fracos e vacilantes pelos involuntários representantes de Deus", morreu logo após a conquista de Jerusalém pelo califa ortodoxo Omar, em 637, mas não antes de ter negociado o reconhecimento das liberdades civis e religiosas dos cristãos em troca de tributos - um acordo conhecido como Acordo de Omar. O Patriarcado de Jerusalém foi reconhecido como a mais alta autoridade sobre a guarda dos lugares sagrados, das comunidades cristãs, dos mosteiros e conventos. O Patriarcado se tornou também o mediador entre as autoridades cristãs e muçulmanas.
O califa foi pessoalmente até Jerusalém e se encontrou com o patriarca na Igreja do Santo Sepulcro. Sofrônio convidou Omar a rezar ali, mas ele recusou, temendo colocar em perigo o status da igreja como um templo cristão. O califa se recusou a rezar no Santo Sepulcro por temer que, no futuro, os muçulmanos pudessem alegar que Omar ali rezara e, assim, eles também pudessem querer fazê-lo. Sofrônio, apreciando a inteligência do califa, deu-lhe as chaves da igreja. Incapaz de recusá-las, ele as deu a dois nobres sarracenos e pediu-lhes que abrissem e fechassem a igreja. As chaves da Igreja do Santo Sepulcro estão até hoje com os muçulmanos [carece de fontes?].
A luta constante contra os monotelitas e a conquista muçulmana minaram a saúde de Sofrônio e ele acabou morrendo inesperadamente em 638.

## Obras
Além de polêmicas, as obras de Sofrônio incluíam um encômio sobre os mártires alexandrinos Ciro e João, um agradecimento pela cura de sua visão, que já estava falhando. Ele também escreveu 23 poemas anacreônticos sobre temas como o cerco sarraceno a Jerusalém e sobre as diversas celebrações litúrgicas. Sua Anacreontica (19 e 20) parece ser uma expressão da saudade da cidade sagrada, possivelmente quando ele estava fora de Jerusalém em uma de suas muitas viagens. A ordem dos dois poemas precisa ser invertida para estabelecer a ordem correta dos eventos em diversos assuntos. Assim ordenados, os dois poemas descrevem um circuito completo pelos principais santuários de Jerusalém no final do século VI, descrito como sendo uma "idade de ouro" na Terra Santa. Os temas do Anacreonticon 20 incluem os portões de Jerusalém (ou Sólima), a Anastasis, a Rocha da Cruz, a Basílica de Constantino, Monte Sião, o pretório, a Piscina de Siloé e o Getsêmani. O Monte das Oliveiras, Betânia e Belém vem em seguida, no Anacreonticon 19.
Sofrônio também escreve a "Vida de Santa Maria do Egito", que é lida na quinta quinta-feira da Quaresma nas igrejas ortodoxas.